# Eustomias bifilis
Eustomias bifilis es una especie de pez de la familia Stomiidae en el orden de los Stomiiformes.

## Hábitat
Es un pez de mar y de aguas profundas que vive hasta 800 m de profundidad.

## Distribución geográfica
Se encuentra en Papúa Nueva Guinea, Indonesia y Hawái.